# Жайнак (Алматинская область)
Жайнак (каз. Жайнақ, до 2024 года — Комсомол) — село в Илийском районе Алматинской области Казахстана. Входит в состав сельского округа Аскар Токпанов. Код КАТО — 196839200.
31 января 2024 года село Комсомол переименовано в Жайнак.

## Население
В 1999 году население села составляло 1505 человек (766 мужчин и 739 женщин). По данным переписи 2009 года, в селе проживало 1826 человек (936 мужчин и 890 женщин).